# ТЕС Петробразі
ТЕС Петробразі — теплова електростанція в Румунії, споруджена на основі технології комбінованого парогазового циклу.
Протягом кількох десятиріч потреби нафтопереробного заводу Плоєшті у електроенергії та парі забезпечувала розташована поруч з його майданчиком ТЕС Бразі. Втім, у 21 столітті власник НПЗ компанія Petrom вирішила звести власний генеруючий об'єкт, для якого обрали сучасну технологію комбінованого парогазового циклу. 
ТЕС складається з одного енергоблоку потужністю 860 МВт, в якому дві газові турбіни живлять через котли-утилізатори одну парову турбіну. Паливна ефективність при роботі виключно на виробництво електроенергії становить 57%. Втім, оскільки нафтопереробний завод потребує великих обсягів теплової енергії, це дозволяє при роботі в теплофікаційному режимі досягти ефективності у 91%.
Для подачі на станцію необхідного їй природного газу спорудили трубопровід довжиною 30 км та діаметром 800 мм, який сполучає її з газотранспортним коридором Трансильванія — Бухарест та підземним сховищем газу Білчурешть.
Нафтопереробний завод споживає п'яту частину виробленої електроенергії. Видача іншої продукції до національної енергомережі відбувається по ЛЕП, що працюють під напругою 400 та 220 кВ.